# NEPA Lagos
NEPA Lagos ist eine nigerianische Fußballmannschaft aus Lagos, die 1974, 1995 und 1996 in der höchsten nigerianischen Liga spielte. Der Verein gehört der National Electric Power Authority (NEPA) Nigerias. Vor der Umbenennung hieß der Verein Lagos ECN.

## Erfolge
- Nigeria Challenge Cup (3 Erfolge) – Nigerian FA Cup, Challenge Cup, seit 2009 Federation Cup[2]

## Bekannte Spieler
- Olatunji Adeola
- Saidu Adeshina
- Rabiu Afolabi
- Alloysius Agu
- Waidi Akanni
- Sam Ayorinde
- Paul Hamilton
- Ekundayo Jayeoba
- Joel Chukwuma Obi
- Kenneth Zeigbo